# Milano–San Remo
Milano–San Remo (în italiană Milano-Sanremo) este o cursă de ciclism de o zi care se desfășoară anual între localitățile italiene Milano și Sanremo. Este poreclită „Clasica de primăvară” sau „La Classicissima”. Întinsă pe o distanță de 298 km, este cea mai lungă cursă profesionistă de o singură zi din ciclismul modern. Este prima cursă clasică a sezonului și este de obicei organizată în a treia sâmbătă din luna martie. Prima ediție a avut loc în 1907.
Este inclusă în așa-numitele cinci monumente de ciclism, care includ și: Turul Flandrei, Paris–Roubaix, Liège–Bastogne–Liège și Giro di Lombardia.
Cel mai de succes ciclist din istoria cursei este belgianul Eddy Merckx cu șapte victorii.

## Câștigători
| An   | Câștigător           | Locul doi            | Locul trei           |
| ---- | -------------------- | -------------------- | -------------------- |
| 1907 | Lucien Petit-Breton  | Gustave Garrigou     | Giovanni Gerbi       |
| 1908 | Cyrille Van Hauwaert | Luigi Ganna          | André Pottier        |
| 1909 | Luigi Ganna          | Émile Georget        | Giovanni Cuniolo     |
| 1910 | Eugène Christophe    | Giovanni Cocchi      | Giovanni Marchese    |
| 1911 | Gustave Garrigou     | Louis Trousselier    | Luigi Ganna          |
| 1912 | Henri Pélissier      | Gustave Garrigou     | Jules Masselis       |
| 1913 | Odiel Defraeye       | Louis Mottiat        | Ezio Corlaita        |
| 1914 | Ugo Agostoni         | Carlo Galetti        | Charles Crupelandt   |
| 1915 | Ezio Corlaita        | Luigi Lucotti        | Angelo Gremo         |
| 1917 | Gaetano Belloni      | Costante Girardengo  | Angelo Gremo         |
| 1918 | Costante Girardengo  | Gaetano Belloni      | Ugo Agostoni         |
| 1919 | Angelo Gremo         | Costante Girardengo  | Giuseppe Olivieri    |
| 1920 | Gaetano Belloni      | Henri Pélissier      | Costante Girardengo  |
| 1921 | Costante Girardengo  | Giovanni Brunero     | Giuseppe Azzini      |
| 1922 | Giovanni Brunero     | Costante Girardengo  | Bartolomeo Aimo      |
| 1923 | Costante Girardengo  | Gaetano Belloni      | Giuseppe Azzini      |
| 1924 | Pietro Linari        | Gaetano Belloni      | Costante Girardengo  |
| 1925 | Costante Girardengo  | Giovanni Brunero     | Pietro Linari        |
| 1926 | Costante Girardengo  | Nello Ciaccheri      | Egidio Picchiottino  |
| 1927 | Pietro Chesi         | Alfredo Binda        | Domenico Piemontesi  |
| 1928 | Costante Girardengo  | Alfredo Binda        | Giovanni Brunero     |
| 1929 | Alfredo Binda        | Leonida Frascarelli  | Pio Caimmi           |
| 1930 | Michele Mara         | Pio Caimmi           | Domenico Piemontesi  |
| 1931 | Alfredo Binda        | Learco Guerra        | Domenico Piemontesi  |
| 1932 | Alfredo Bovet        | Alfredo Binda        | Michele Mara         |
| 1933 | Learco Guerra        | Alfredo Bovet        | Pietro Rimoldi       |
| 1934 | Jef Demuysere        | Giovanni Cazzulani   | Francesco Camusso    |
| 1935 | Giuseppe Olmo        | Learco Guerra        | Mario Cipriani       |
| 1936 | Angelo Varetto       | Carlo Romanatti      | Olimpio Bizzi        |
| 1937 | Cesare Del Cancia    | Pierino Favalli      | Marco Cimatti        |
| 1938 | Giuseppe Olmo        | Pierino Favalli      | Alfredo Bovet        |
| 1939 | Gino Bartali         | Aldo Bini            | Osvaldo Bailo        |
| 1940 | Gino Bartali         | Pietro Rimoldi       | Aldo Bini            |
| 1941 | Pierino Favalli      | Mario Ricci          | Pietro Chiappini     |
| 1942 | Adolfo Leoni         | Antonio Bevilacqua   | Pierino Favalli      |
| 1943 | Cino Cinelli         | Glauco Servadei      | Quirino Toccacelli   |
| 1946 | Fausto Coppi         | Lucien Teisseire     | Mario Ricci          |
| 1947 | Gino Bartali         | Ezio Cecchi          | Sergio Maggini       |
| 1948 | Fausto Coppi         | Vittorio Rossello    | Fermo Camellini      |
| 1949 | Fausto Coppi         | Vito Ortelli         | Fiorenzo Magni       |
| 1950 | Gino Bartali         | Nedo Logli           | Oreste Conte         |
| 1951 | Louison Bobet        | Pierre Barbotin      | Loretto Petrucci     |
| 1952 | Loretto Petrucci     | Giuseppe Minardi     | Serge Blusson        |
| 1953 | Loretto Petrucci     | Giuseppe Minardi     | Valère Ollivier      |
| 1954 | Rik Van Steenbergen  | Francis Anastasi     | Giuseppe Favero      |
| 1955 | Germain Derycke      | Bernard Gauthier     | Jean Bobet           |
| 1956 | Fred De Bruyne       | Fiorenzo Magni       | Jef Planckaert       |
| 1957 | Miguel Poblet        | Fred De Bruyne       | Brian Robinson       |
| 1958 | Rik Van Looy         | Miguel Poblet        | André Darrigade      |
| 1959 | Miguel Poblet        | Rik Van Steenbergen  | Leon Van Daele       |
| 1960 | René Privat          | Jean Graczyk         | Yvo Molenaers        |
| 1961 | Raymond Poulidor     | Rik Van Looy         | Rino Benedetti       |
| 1962 | Emile Daems          | Yvo Molenaers        | Louis Proost         |
| 1963 | Joseph Groussard     | Rolf Wolfshohl       | Willy Schroeders     |
| 1964 | Tom Simpson          | Raymond Poulidor     | Willy Bocklant       |
| 1965 | Arie den Hartog      | Vittorio Adorni      | Franco Balmamion     |
| 1966 | Eddy Merckx          | Adriano Durante      | Herman Vanspringel   |
| 1967 | Eddy Merckx          | Gianni Motta         | Franco Bitossi       |
| 1968 | Rudi Altig           | Charly Grosskost     | Adriano Durante      |
| 1969 | Eddy Merckx          | Roger De Vlaeminck   | Marino Basso         |
| 1970 | Michele Dancelli     | Gerben Karstens      | Eric Leman           |
| 1971 | Eddy Merckx          | Felice Gimondi       | Gösta Pettersson     |
| 1972 | Eddy Merckx          | Gianni Motta         | Marino Basso         |
| 1973 | Roger De Vlaeminck   | Wilmo Francioni      | Felice Gimondi       |
| 1974 | Felice Gimondi       | Eric Leman           | Roger De Vlaeminck   |
| 1975 | Eddy Merckx          | Francesco Moser      | Guy Sibille          |
| 1976 | Eddy Merckx          | Wladimiro Panizza    | Michel Laurent       |
| 1977 | Jan Raas             | Roger De Vlaeminck   | Wilfried Wesemael    |
| 1978 | Roger De Vlaeminck   | Giuseppe Saronni     | Alessio Antonini     |
| 1979 | Roger De Vlaeminck   | Giuseppe Saronni     | Knut Knudsen         |
| 1980 | Pierino Gavazzi      | Giuseppe Saronni     | Jan Raas             |
| 1981 | Alfons De Wolf       | Roger De Vlaeminck   | Jacques Bossis       |
| 1982 | Marc Gomez           | Alain Bondue         | Moreno Argentin      |
| 1983 | Giuseppe Saronni     | Guido Bontempi       | Jan Raas             |
| 1984 | Francesco Moser      | Sean Kelly           | Eric Vanderaerden    |
| 1985 | Hennie Kuiper        | Teun van Vliet       | Silvano Riccò        |
| 1986 | Sean Kelly           | Greg LeMond          | Mario Beccia         |
| 1987 | Erich Maechler       | Eric Vanderaerden    | Guido Bontempi       |
| 1988 | Laurent Fignon       | Maurizio Fondriest   | Steven Rooks         |
| 1989 | Laurent Fignon       | Frans Maassen        | Adriano Baffi        |
| 1990 | Gianni Bugno         | Rolf Gölz            | Gilles Delion        |
| 1991 | Claudio Chiappucci   | Rolf Sørensen        | Eric Vanderaerden    |
| 1992 | Sean Kelly           | Moreno Argentin      | Johan Museeuw        |
| 1993 | Maurizio Fondriest   | Luca Gelfi           | Maximilian Sciandri  |
| 1994 | Giorgio Furlan       | Mario Cipollini      | Adriano Baffi        |
| 1995 | Laurent Jalabert     | Maurizio Fondriest   | Stefano Zanini       |
| 1996 | Gabriele Colombo     | Oleksandr Honchenkov | Michele Coppolillo   |
| 1997 | Erik Zabel           | Alberto Elli         | Biagio Conte         |
| 1998 | Erik Zabel           | Emmanuel Magnien     | Frédéric Moncassin   |
| 1999 | Andrei Cimili        | Erik Zabel           | Zbigniew Spruch      |
| 2000 | Erik Zabel           | Fabio Baldato        | Óscar Freire         |
| 2001 | Erik Zabel           | Mario Cipollini      | Romāns Vainšteins    |
| 2002 | Mario Cipollini      | Fred Rodriguez       | Markus Zberg         |
| 2003 | Paolo Bettini        | Mirko Celestino      | Luca Paolini         |
| 2004 | Óscar Freire         | Erik Zabel           | Stuart O'Grady       |
| 2005 | Alessandro Petacchi  | Danilo Hondo         | Thor Hushovd         |
| 2006 | Filippo Pozzato      | Alessandro Petacchi  | Luca Paolini         |
| 2007 | Óscar Freire         | Allan Davis          | Tom Boonen           |
| 2008 | Fabian Cancellara    | Filippo Pozzato      | Philippe Gilbert     |
| 2009 | Mark Cavendish       | Heinrich Haussler    | Thor Hushovd         |
| 2010 | Óscar Freire         | Tom Boonen           | Alessandro Petacchi  |
| 2011 | Matthew Goss         | Fabian Cancellara    | Philippe Gilbert     |
| 2012 | Simon Gerrans        | Fabian Cancellara    | Vincenzo Nibali      |
| 2013 | Gerald Ciolek        | Peter Sagan          | Fabian Cancellara    |
| 2014 | Alexander Kristoff   | Fabian Cancellara    | Ben Swift            |
| 2015 | John Degenkolb       | Alexander Kristoff   | Michael Matthews     |
| 2016 | Arnaud Démare        | Ben Swift            | Jürgen Roelandts     |
| 2017 | Michał Kwiatkowski   | Peter Sagan          | Julian Alaphilippe   |
| 2018 | Vincenzo Nibali      | Caleb Ewan           | Arnaud Démare        |
| 2019 | Julian Alaphilippe   | Oliver Naesen        | Michał Kwiatkowski   |
| 2020 | Wout van Aert        | Julian Alaphilippe   | Michael Matthews     |
| 2021 | Jasper Stuyven       | Caleb Ewan           | Wout van Aert        |
| 2022 | Matej Mohorič        | Anthony Turgis       | Mathieu van der Poel |
| 2023 | Mathieu van der Poel | Filippo Ganna        | Wout van Aert        |
| 2024 | Jasper Philipsen     | Michael Matthews     | Tadej Pogačar        |
| 2025 | Mathieu van der Poel | Filippo Ganna        | Tadej Pogačar        |